# サイバーコア
『サイバーコア』 (Cyber Core) は、1990年3月9日に日本のIGSから発売されたPCエンジン用縦スクロールシューティングゲームである。
「キマイラ」と合体した主人公を操作し、メタモルフォーゼ能力を駆使しながらバイオモンスターと化した昆虫を倒して地球を救出する事を目的としている。
開発はアルファ・システムが行い、ディレクターはディスクシステム用ソフト『ココナワールド』（1987年）やファミリーコンピュータ用ソフト『ザ・マネーゲーム』（1988年）を手掛けたひさとみけんじが担当、シナリオは神山修一、音楽は『ココナワールド』を手掛けた村井俊夫およびPCエンジン用ソフト『トリッキー』（1990年）を手掛けた寺本昌弘が担当している。
1991年にX68000に移植され、2013年にWindows用ソフトとしてX68000版が配信された。オリジナルとなるPCエンジン版は再発売はされていない。

## ゲーム内容
ストーリーは、巨大なバイオモンスターと化した昆虫「ハイパーインセクト」に支配された地球を奪回すべく、外宇宙のキマイラと合体した主人公が、ハイパーインセクトの中心を叩くべく出撃していくというものである。

### システム
強制縦スクロール型のシューティングゲーム。森林面や砂漠面などの全8ステージで、自機はメタモルフォーゼ・アイテムと呼ばれる昆虫の変態のアイテムを取ると自機が変化し、攻撃力がアップする。
自機の攻撃はショットやレーザーの対空攻撃、対地ボムの対地攻撃が行え、また自機の移動スピードを3段階に変更可能。
ステージ内では中ボス、ボスとあり、ボスを倒せばステージクリア。

### メタモルフォーゼ・フォーメーション
自機は「キマイラ」と人間の共生体であり、メタモルフォーゼ・アイテムと呼ばれるアイテムを取ると昆虫が変態を行い、最大4段階まで成長する。初期段階の自機は「サイバーコア」と呼ばれる基本形態である。
メタモルフォーゼのフォーメーションは、アイテムの種類によって4種類の昆虫の姿に分けられる。アイテムは青がカブトムシ型のビートルタイプ、赤がチョウ型のスウォーテイルタイプ、緑がカマキリ型のマンティスタイプ、黄がハチ型のホーネットタイプのそれぞれが存在し、同じアイテムを取り続けることでバイオ・フォーメーション、メカニカル・フォーメーション、特殊戦闘モードと3段階に成長する。
次の段階に成長するには、同種類のメタモルフォーゼ・アイテムを取り続けなければならず、別種のものを取得すると、その種類の2段階目のフォーメーションになってしまう。
同種のメタモルフォーゼ・アイテムを取り続けると、シールドアイテムも取得する。敵から攻撃を受けると、シールドが減少し、0の時にダメージを受けるとフォーメーションが1段階ダウンし、第1段階の「サイバーコア」の状態で敵から攻撃を受けると1ミスとなり、残機が0の時にミスをするとゲームオーバーになる。
メタモル・フォーゼアイテムを取るには、特定の敵を倒すか、アイテム・キャリーと呼ばれる敵機を撃ち続ける必要がある。なお、アイテム・キャリーは自機がミスした時のチェックポイントの役割を持つ。

### 各フォーメーションの武器

#### 第1段階（基本形態）
サイバーコア - ノーマルショット・ノーマルボム

#### 第2段階（幼虫／バイオフォーメーション）
ビートルタイプ
ビートルベース - ツインショット・ツイン対地ボム
スウォールテイルタイプ
スウォーテイルベース - ツインショット・ツイン対地ボム
マンティスタイプ
マンティスベース - ツインショット・ツイン対地ボム
ホーネットタイプ
ホーネットベース - ツインショット・ツイン対地ボム

#### 第3段階（成虫／メカニカルフォーメーション）
ビートルタイプ
ガンビートル - トリプルショット・トリプル対地ボム
スウォールテイルタイプ
ブルスウォーテイル - ツインリップルレーザー・シングルパワードボム
マンティスタイプ
マンティスリッパー - ツインショット・ツイン対地ボム・ツインブーメラン
ホーネットタイプ
ホーネットハリアー - ツイン貫通弾・トリプル対地ボム

#### 第4段階（特殊戦闘モード）
ビートルタイプ
サイバービートル - ファイブショット・トリプル対地ボム
スウォールテイルタイプ
スウォーテイルボム - トリプルリップルレーザー・ツインパワードボム
マンティスタイプ
マンティスクルーザー - トリプルショット・対地ボム・ツインブーメラン
ホーネットタイプ
ジャイロホーネット - トリプル貫通弾・トリプル対地ボム

### パワーアップアイテム
これらを取得するためには、敵の群れを全滅させたり、特殊な敵を倒すと出現する。
バリアーアイテム
1個取得するごとにシールドが1個増える。最大3個までストック可能。
無敵アイテム
約15秒間、敵等からの攻撃によるダメージを一切受けず、敵に体当たりして倒すことが出来る。
1UP
残機が一つ増える。
全滅アイテム
画面内の敵や弾を一瞬で粉砕する。

## 移植版
| No. | タイトル     | 発売日         | 対応機種 | 開発元             | 発売元             | メディア                         | 型式 | 備考           |
| --- | ------------ | -------------- | -------- | ------------------ | ------------------ | -------------------------------- | ---- | -------------- |
| 1   | サイバーコア | 1991年10月25日 | X68000   | アルファ・システム | エス・ピー・エス   | フロッピーディスク               | -    |                |
| 2   | サイバーコア | 2013年3月26日  | Windows  | アルファ・システム | D4エンタープライズ | ダウンロード （プロジェクトEGG） | -    | X68000版の移植 |

## スタッフ
PCエンジン版
- プログラマー：MIO.H（望月成）
- コ・プログラマー：BOKEGI!
- シナリオ・ライター：神山修一
- ゲーム・デザイナー：加藤清文、久保田覚
- イラストレーター：ゆもとまさしげ
- グラフィック・デザイナー：ALEXANDER MIKAWA（美川淳）、PARIS-DAKAR HIKO、ORE、MAK、にしざわあゆみ
- デモンストレーション・プレイヤー：BUSH
- コンポーザー：村井俊夫、TERRA（寺本昌弘）
- 音楽、サウンド・エフェクト：TERRA（寺本昌弘）
- マネージャー：松本有史
- プランニング・スタッフ：ますながさとし、とみながしょうぞう、とみたかいずみ、こんどうしげみ、久保田覚、さとうまさやす、きたむらりょうすけ、いまいあきこ
- アドバイザー：ながつかひろし
- テクニカル・アドバイザー：HAHI
- スーパーバイザー：ほりぐちとしひこ、佐々木哲哉
- ディレクター：ひさとみけんじ
- アシスタント・ディレクター：すずきさとし、梅津真人
- プロデューサー：よこやまことし

X68000版
- プログラマー：MIO.H（望月成）、TON、MURA
- ゲーム・コンストラクター：HIGEPIN
- シナリオ・ライター：神山修一
- ゲーム・デザイナー：久保田覚
- イラストレーター：ゆもとまさしげ
- グラフィック・デザイナー：ALEXANDER MIKAWA（美川淳）、まるやまゆういち、Y.URAMOTO、嶽本あゆみ、永田竜也、可徳和隆
- デモンストレーション・プレイヤー：BUSH
- コンポーザー：村井俊夫、TERRA（寺本昌弘）
- 音楽、サウンド・エフェクト：TERRA（寺本昌弘）、T.KURAMITSU、BLACK BIRD
- マネージャー：松本有史
- プランニング・スタッフ：とみたかしょうぞう、こんどうしげみ、さとうまさやす、くるさわよういち、菊池たけし
- スーパーバイザー：ほりぐちとしひこ、佐々木哲哉
- スペシャル・サンクス：HAHI（長谷川浩）、BUSH、M.ASAI
- ディレクター：ひさとみけんじ
- アシスタント・ディレクター：すずきさとし、梅津真人
- プロデューサー：よこやまことし

## 評価
PCエンジン版
ゲーム誌『ファミコン通信』の「クロスレビュー」では合計で29点（満40点）、『月刊PCエンジン』では70・75・70・70・65の平均70点、『マル勝PCエンジン』では7・7・6・7の合計27点（満40点）、『PC Engine FAN』の読者投票による「ゲーム通信簿」での評価は以下の通りとなっており、19.26点（満30点）となっている。また、この得点はPCエンジン全ソフトの中で378位（485本中、1993年時点）となっている。
| 項目 | キャラクタ | 音楽 | 操作性 | 熱中度 | お買得度 | オリジナリティ | 総合  |
| 得点 | 3.16       | 3.40 | 3.35   | 3.26   | 3.07     | 3.02           | 19.26 |